# Zanieczyszczenia chemiczne żywności
Zanieczyszczenia chemiczne żywności to substancje nieumyślnie dodane do żywności w wyniku procesów jej wytwarzania, przetwarzania, uzdatniania, preparowania, pakowania, magazynowania, transportu oraz wynikające z zanieczyszczenia  środowiska.
  Do najczęściej występujących w żywności zanieczyszczeń chemicznych zalicza się: 
- konserwanty, barwniki, emulgatory, stabilizatory itp.;
- nawozy mineralne;
- pozostałości pestycydów;
- pozostałości leków weterynaryjnych;
- substancje pochodzenia technologicznego, tj. środki do mycia i dezynfekcji maszyn  i  urządzeń;
- metale ciężkie;
- toksyny;
- świadome fałszowanie żywności;

## Nawozy mineralne
Nawozy mineralne to substancje chemiczne stosowane w celu wzbogacenia gleby w składniki mineralne niezbędne do prawidłowego rozwoju roślin. Do tych substancji zalicza się nawozy: azotowe, potasowe, fosforowe,  wapniowe i magnezowe.
Szczególne niebezpieczeństwo stanowią nawozy azotowe, tj. azotany i azotyny. Nawożona nimi gleba powoduje zwiększenie zawartości związków azotowych  w roślinach uprawnych, np. kapuście, marchwi, szpinaku, oraz kumulację tych związków w tkankach. Zbyt duża zawartość jonów azotanowych przyczynia się do powstawania N-nitrozoamin w żywności, które są bardzo toksyczne oraz wykazują właściwości rakotwórcze.  

## Pestycydy
Pestycydy to syntetyczne lub naturalne związki chemiczne stosowane do zwalczania organizmów szkodliwych lub niepożądanych, stosowane głównie do ochrony roślin uprawnych. Ich stosowanie jest szkodliwe dla środowiska naturalnego i żywności, a negatywne skutki ich działania to niszczenie także pożytecznych roślin oraz owadów. 

## Metale ciężkie
Metale ciężkie i ich związki mogą być zanieczyszczeniem produktu spożywczego lub naturalnym składnikiem żywności. Naturalna ich zawartość w pożywieniu jest niewielka, stąd też nie wpływają istotnie na zaburzenie funkcji fizjologicznych organizmu. Metale będące zanieczyszczeniami żywności w nadmiernej ilości mogą być szkodliwe i stanowić zagrożenie dla zdrowia i życia człowieka. Należą do nich przede wszystkim ołów, rtęć, arsen, kadm i nikiel, a źródłem ich pochodzenia są głównie: 
- aparatura przemysłowa w zakładzie produkcyjnym;
- opakowania żywności;
- różne substancje dodawane do żywności, np. barwniki;
- metale stosowane w produkcji żywności jako katalizatory.

## Toksyny
Toksyny to substancje organiczne wytwarzane przez drobnoustroje, rośliny i zwierzęta. Ich obecność w żywności stanowi poważne zagrożenie dla zdrowia człowieka. Wiele gatunków pleśni, np. z rodzaju Penicillium, Fusarium czy Aspergillus, produkuje toksyny  zwane mykotoksynami. Część z nich ma właściwości kancerogenne i mutagenne. Mykotoksyny są  odporne na pasteryzację i sterylizację oraz na większość czynników fizykochemicznych. Rzadko prowadzą do ostrych zatruć pokarmowych, ale poprzez odkładanie się w ludzkim organizmie powodują przewlekłe zatrucia. 

## Limity zanieczyszczeń w środkach spożywczych
W celu ochrony zdrowia konsumentów Komisja Europejska ustanowiła najwyższe dopuszczalne poziomy niektórych zanieczyszczeń w środkach spożywczych. Limity te są określone w rozporządzeniu Komisji z 2023 r., dla grup zanieczyszczeń najczęściej występujących w żywności, między innymi: 
- mykotoksyny (aflatoksyna, ochratoksyna A, toksyny fuzaryjne, patulina, cytrynina, zearalenon, deoksyniwalenol, fumonizyny oraz przetrwalniki buławinki czerwonej i alkaloidy sporyszu) wytwarzane głównie przez pleśnie z gatunku Aspergillus, Penicillium oraz Fusarium,
- metale ciężkie (kadm, ołów, rtęć, cyna nieorganiczna, arsen),
- dioksyny i polichlorowane bifenyle (PCB),
- wielopierścieniowe węglowodory aromatyczne (WWA),
- 3–monochloropropano–1,2–diol (3–MCPD), estry glicydylowe kwasów tłuszczowych,
- melamina,
- azotany,
- substancje perfluorowane,
- toksyny roślinne (kwas erukowy, alkaloidy tropanowe, alkaloidy pirolizydynowe, alkaloidy opium, cyjanowodór oraz ekwiwalenty delta-9-tetrahydrokannabinolu).